# نیکلائه استروئه
نیکلائه استروئه (رومانیایی: Nicolae Stroe؛ زاده ۵ مه ۱۹۰۶ – ۲ ژانویهٔ ۱۹۹۰) بازیگر، کمدین و کارگردان اهل رومانی بود.
از فیلم‌ها یا مجموعه‌های تلویزیونی که وی در آن‌ها نقش داشته است، می‌توان به بادبان‌های برافراشته اشاره نمود.